# Campionati europei juniores di slittino 2020
I Campionati europei juniores di slittino 2020 sono stati la quarantunesima edizione della rassegna europea juniores dello slittino, manifestazione organizzata annualmente dalla Federazione Internazionale Slittino. Si sono tenuti il 31 gennaio 2020 a Winterberg, in Germania, sulla pista Veltins EisArena, il tracciato sul quale si svolsero le rassegne continentali juniores del 1978, del 2012 e del 2018; sono state disputate gare in quattro differenti specialità: nel singolo donne e in quello uomini, nel doppio e nella gara a squadre.
Anche questa edizione, come ormai da prassi iniziata nella rassegna di Igls 2011, si è svolta con la modalità della "gara nella gara" contestualmente alla quinta tappa della Coppa del Mondo juniores 2019/2020, premiando gli atleti europei meglio piazzati nelle suddette quattro discipline.

## Risultati

### Singolo donne
La gara è stata disputata il 31 gennaio 2020 nell'arco di due manches e hanno preso parte alla competizione 23 atlete in rappresentanza di 9 differenti nazioni. Campionessa uscente era l'italiana Verena Hofer, che ha confermato il titolo anche in questa edizione, sopravanzando la tedesca Jessica Degenhardt, argento olimpico giovanile a Losanna 2020 e vincitrice della medaglia d'argento, mentre il bronzo è andato ex aequo all'altra atleta tedesca Isabell Richter e alla lettone Sigita Bērziņa, giunte al traguardo con il medesimo tempo calcolato al millesimo di secondo. Per Degenhardt, Richter e Bērziņa si trattò della prima medaglia continentale di categoria nel singolo.
| Pos.           | Atlete             | Nazione  | 1ª manche | 2ª manche | Totale   | Distacco |
| -------------- | ------------------ | -------- | --------- | --------- | -------- | -------- |
|                | Verena Hofer       | Italia   | 44"631    | 45"256    | 1'29"887 | –        |
|                | Jessica Degenhardt | Germania | 44"924    | 45"041    | 1'29"965 | +0"078   |
|                | Isabell Richter    | Germania | 44"524    | 45"041    | 1'29"986 | +0"099   |
| Sigita Bērziņa | Lettonia           | 44"640   | 45"346    | 1'29"986  | +0"099   |          |
| 5              | Elīna Ieva Vītola  | Lettonia | 44"741    | 45"486    | 1'30"227 | +0"340   |
| 6              | Marion Oberhofer   | Italia   | 44"774    | 45"498    | 1'30"272 | +0"385   |
| 7              | Merle Fräbel       | Germania | 44"880    | 45"772    | 1'30"652 | +0"765   |
| 8              | Djana Loginova     | Russia   | 45"036    | 45"617    | 1'30"653 | +0"766   |
| 9              | Sofja Mazur        | Russia   | 45"338    | 45"407    | 1'30"745 | +0"858   |
| 10             | Elizaveta Jurčenko | Russia   | 45"192    | 45"610    | 1'30"802 | +0"915   |

### Singolo uomini
La gara è stata disputata il 31 gennaio 2020 nell'arco di due manches e hanno preso parte alla competizione 15 atleti in rappresentanza di 8 differenti nazioni. Campione uscente era il tedesco David Nößler, giunto in dodicesima posizione, e il titolo è stato pertanto vinto dal russo Pavel Repilov, fratello minore dello slittinista Roman, sopravanzando il connazionale Matvej Perestoronin, vincitore della medaglia d'argento, e il tedesco Florian Müller, bronzo. Per tutti si trattò della prima medaglia continentale di categoria nel singolo.
| Pos. | Atleti              | Nazione              | 1ª manche | 2ª manche | Totale   | Distacco |
| ---- | ------------------- | -------------------- | --------- | --------- | -------- | -------- |
|      | Pavel Repilov       | Russia               | 56"513    | 57"383    | 1'53"896 | –        |
|      | Matvej Perestoronin | Russia               | 56"873    | 57"034    | 1'53"965 | +0"011   |
|      | Florian Müller      | Germania             | 56"698    | 57"622    | 1'54"320 | +0"424   |
| 4    | Timon Grancagnolo   | Germania             | 57"208    | 57"242    | 1'54"450 | +0"554   |
| 5    | Gints Bērziņš       | Lettonia             | 57"538    | 57"004    | 1'54"542 | +0"646   |
| 6    | Marián Skupek       | Slovacchia           | 57"110    | 57"857    | 1'54"967 | +1"071   |
| 7    | Jozef Hušla         | Slovacchia           | 57"356    | 57"852    | 1'55"208 | +1"312   |
| 8    | Mirza Nikolajev     | Bosnia ed Erzegovina | 57"710    | 57"719    | 1'55"429 | +1"533   |
| 9    | Evgenii Lobeev      | Russia               | 57"675    | 58"031    | 1'55"706 | +1"810   |
| 10   | Jan Čežík           | Rep. Ceca            | 57"831    | 58"086    | 1'55"917 | +1"071   |

### Doppio
La gara è stata disputata il 31 gennaio 2020 nell'arco di due manches e hanno preso parte alla competizione 20 atleti in rappresentanza di 6 differenti nazioni. Campioni uscenti erano i tedeschi Hannes Orlamünder e Paul Gubitz, vincitori anche nel 2017 e non presenti in questa edizione; il titolo è stato pertanto conquistato dai connazionali Max Ewald e Jakob Jannusch, già argento nel 2019, davanti alle due coppie russe formate da Dmitrij Bučnev e Daniil Kil'seev, già campioni nel 2018, e da Michail Karnauchov e Jurij Čirva, freschi vincitori del bronzo olimpico giovanile nel doppio maschile a Losanna 2020 ed entrambi alla loro prima medaglia continentale di categoria nel doppio.
| Pos. | Atlete/i                                 | Nazione    | 1ª manche | 2ª manche | Totale   | Distacco |
| ---- | ---------------------------------------- | ---------- | --------- | --------- | -------- | -------- |
|      | Max Ewald Jakob Jannusch                 | Germania   | 47"176    | 46"924    | 1'34"100 | –        |
|      | Dmitrij Bučnev Daniil Kil'seev           | Russia     | 47"195    | 47"062    | 1'34"257 | +0"157   |
|      | Michail Karnauchov Jurij Čirva           | Russia     | 47"615    | 47"305    | 1'34"920 | +0"820   |
| 4    | Juri Gatt Riccardo Schöpf                | Austria    | 47"530    | 47"715    | 1'35"245 | +1"145   |
| 5    | Moritz Jäger Valentin Steudte            | Germania   | 47"960    | 47"493    | 1'35"453 | +1"353   |
| 6    | Vjačeslav Popov Anton Osipenko           | Russia     | 47"813    | 47"678    | 1'35"491 | +1"391   |
| 7    | Eduards Ševics-Mikeļševics Lūkass Krasts | Lettonia   | 48"019    | 47"709    | 1'35"728 | +1"628   |
| 8    | Jakub Karaś Mateusz Karaś                | Polonia    | 48"195    | 48"178    | 1'36"373 | +2"273   |
| 9    | Henrik Altenhoff Matteo Oberliessen      | Germania   | 47"861    | 52"810    | 1'40"671 | +6"571   |
| 10   | Vratislav Varga Metod Majerčák           | Slovacchia | 49"768    | 51"467    | 1'41"235 | +7"135   |

### Gara a squadre
La gara è stata disputata il 31 gennaio 2020 su una sola manche composta da tre frazioni: quella del singolo femminile, quella del singolo maschile e quella del doppio e hanno preso parte alla competizione 20 atleti in rappresentanza di 6 differenti nazioni; campione uscente era la formazione tedesca, che ha riconfermato il titolo anche in questa edizione schierando Jessica Degenhardt, Florian Müller, Max Ewald e Jakob Jannusch, davanti alla compagine austriaca formata da Barbara Allmaier, Florian Tanzer, Juri Gatt e Riccardo Schöpf e a quella rumena costituita da Ioana-Corina Buzatoiu, Eduard-Mihai Crăciun, Mircea-Razvan Turea e Sebastian Motzca.
| Pos. | Nazione         | Atlete/i                                                                          | Tempi di frazione    | Totale   | Distacco |
| ---- | --------------- | --------------------------------------------------------------------------------- | -------------------- | -------- | -------- |
|      | Germania        | Jessica Degenhardt Florian Müller Max Ewald / Jakob Jannusch                      | 48"009 46"295 47"079 | 2'21"383 | –        |
|      | Austria         | Barbara Allmaier Florian Tanzer Juri Gatt / Riccardo Schöpf                       | 48"331 46"882 47"670 | 2'22"883 | +1"500   |
|      | Romania         | Ioana-Corina Buzatoiu Eduard-Mihai Crăciun Mircea-Razvan Turea / Sebastian Motzca | 48"891 47"610 48"479 | 2'24"980 | +3"597   |
| 4    | Polonia/ Italia | Anna Bryk Alex Gufler Jakub Karaś / Mateusz Karaś                                 | 48"824 47"418 48"856 | 2'25"098 | +3"715   |
| 5    | Slovacchia      | Andrea Pavlíková Marián Skupek Vratislav Varga / Metod Majerčák                   | 50"350 47"256 49"201 | 2'26"807 | +5"424   |

## Medagliere
| Posizione | Nazione  | Oro | Argento | Bronzo | Totale |
| --------- | -------- | --- | ------- | ------ | ------ |
| 1         | Germania | 2   | 1       | 2      | 5      |
| 2         | Russia   | 1   | 2       | 1      | 4      |
| 3         | Italia   | 1   | 0       | 0      | 1      |
| 4         | Austria  | 0   | 1       | 0      | 1      |
| 5         | Lettonia | 0   | 0       | 1      | 1      |
| 5         | Romania  | 0   | 0       | 1      | 1      |
| Totale    | Totale   | 4   | 4       | 5      | 13     |